# Роже Куртуа
Роже Куртуа (фр. Roger Courtois, 30 травня 1912, Женева — 5 травня 1972) — французький та швейцарський футболіст, що грав на позиції нападника. По завершенні ігрової кар'єри — тренер.
Виступав, зокрема, за «Сошо», а також національну збірну Франції. Він є найкращим бомбардиром в історії «Сошо» з 281 голом, а також 4-м найкращим бомбардиром Ліги 1 з 210 голами. Він також має статус найстаршого гравця, який забив у цьому змаганні (44 роки та 4 дні).

## Клубна кар'єра
Роже Куртуа народився в Женеві в 1912 році. Його батько, поранений в Першій світовій війні, помер в 1920 році. Роже навчався у французькому коледжі Тонон з 1921 по 1927 році, де займався футболом. У 1926 році через плеврит йому було заборонено займатись футболом протягом шести місяців. У 15 років він припинив своє навчання і повернувся до Женеви, де потрапив у футбольний клуб «Хоуп» (Женева). Його виступи дозволяють йому потрапити до місцевої «Уранії», одного з кращих клубів у країні на той час. Дебютував у команді в сезоні 1932/33, коли провів 12 матчів і забив 10 голів.
По закінченні сезону перейшов у французький «Сошо». У першому сезоні за французький клуб Куртуа забив 23 голи у 23 зіграних матчах, що дозволило йому посісти третє місце в списку бомбардирів слідом за Іштваном Лукачем і Вальтером Кайзером. У наступному чемпіонаті форвард забив 29 голів, лише на 1 м'яч відставши від свого одноклубника Андре Абегглена і «Сошо» вперше став чемпіоном Франції. Сезон 1935/36 приніс Куртуа перемогу в суперечці бомбардирів: уродженець Швейцарія випередив німця Оскара Рора з «Страсбурга» на 6 забитих м'ячів. У наступному сезоні Роже Куртуа у складі «Сошо» став віцечемпіоном і володарем Кубка Франції, а ще через рік — чемпіоном країни вдруге. У сезоні 1938/39 нападник «Сошо» знову став найкращим бомбардиром чемпіонату, розділивши цей титул з форвардом «Сета» Дезіре Кораньї.
Влітку 1939 року Куртуа повернувся у Швейцарію, де виступав до 1945 року спочатку за «Уранію», а потім за «Лозанну». У складі «Лозанни» Роже Куртуа став чемпіоном і володарем Кубка Швейцарії у 1944 році.
Після завершення Другої світової війни 1945 року повернувся до «Сошо». Цього разу провів у складі його команди сім сезонів. Граючи у складі «Сошо» знову виходив на поле в основному складі команди і був серед її найкращих голеодорів, відзначаючись забитим голом в середньому майже у кожній другій грі чемпіонату.
Завершив професійну ігрову кар'єру у клубі «Труа-Савіньєн», за команду якого виступав протягом 1952—1958 років, будучи граючим тренером.

## Виступи за збірну
Роже Куртуа дебютував у збірній Франції 6 грудня 1933 року товариському матчі з Англією. У другому для себе матчі за збірну 16 грудня 1934 року Куртуа забив м'яч у ворота збірної Югославії, принісши французам перемогу з рахунком 3:2.
У складі збірної був учасником чемпіонату світу 1934 року в Італії та чемпіонату світу 1938 року у Франції, проте в жодному матчі на світових першостях не зіграв.
13 грудня 1936 року Куртуа провів останній матч за національну збірну. Це сталося в товариському матчі проти збірної Португалії. Всього нападник зіграв за «триколірних» 22 матчі (з яких один з капітанською пов'язкою) і забив 10 голів.

## Кар'єра тренера
Роже Куртуа почав тренерську кар'єру в клубі «Труа-Савіньєн», який очолював протягом 11 років. З командою він двічі виходив у Лігу 1 і провів у вищому дивізіоні французького футболу загалом три сезони (кращий результат — 17-те місце в сезоні 1954/55).
З 1963 по 1965 рік Роже Куртуа був головним тренером «Монако» і став з командою віцечемпіоном Франції у сезоні 1963/64.
Помер 5 травня 1972 року на 60-му році життя в результаті серцевого нападу.

## Статистика виступів

### Клубна кар'єра
| Клуб              | Сезон             | Чемпіонат         | Чемпіонат | Чемпіонат | Кубок | Кубок | Разом | Разом |
| Клуб              | Сезон             | Ліга              | Ігри      | Голи      | Ігри  | Голи  | Ігри  | Голи  |
| ----------------- | ----------------- | ----------------- | --------- | --------- | ----- | ----- | ----- | ----- |
| «Уранія» (Женева) | 1932/33           | Д-1               | 12        | 10        | 3     | 7     | 15    | 17    |
| «Уранія» (Женева) | Разом             | Разом             | 12        | 10        | 3     | 7     | 15    | 17    |
| Сошо              | 1933/34           | Д-1               | 24        | 23        | 2     | 2     | 26    | 25    |
| Сошо              | 1934/35           | Д-1               | 27        | 29        | 4     | 6     | 31    | 35    |
| Сошо              | 1935/36           | Д-1               | 28        | 34        | 7     | 11    | 35    | 45    |
| Сошо              | 1936/37           | Д-1               | 19        | 16        | 5     | 9     | 24    | 25    |
| Сошо              | 1937/38           | Д-1               | 26        | 22        | 1     | 0     | 27    | 22    |
| Сошо              | 1938/39           | Д-1               | 23        | 27        | 3     | 1     | 26    | 28    |
| Сошо              | 1939/40           | Д-1               | 0         | 0         | 5     | 4     | 5     | 4     |
| Сошо              | Разом             | Разом             | 147       | 151       | 27    | 33    | 174   | 184   |
| Лозанна           | 1941/42           | Д-1               | 14        | 4         | 3     | 4     | 17    | 8     |
| Лозанна           | 1942/43           | Д-1               | 26        | 13        | 1     | 1     | 27    | 14    |
| Лозанна           | 1943/44           | Д-1               | 25        | 9         | 5     | 1     | 30    | 10    |
| Лозанна           | 1944/45           | Д-1               | 26        | 13        | 3     | 6     | 29    | 18    |
| Лозанна           | Разом             | Разом             | 91        | 38        | 12    | 12    | 103   | 50    |
| Сошо              | 1945/46           | Д-1               | 27        | 17        | 3     | 1     | 30    | 18    |
| Сошо              | 1946/47           | Д-2               | 39        | 28        | 4     | 5     | 43    | 33    |
| Сошо              | 1947/48           | Д-1               | 28        | 12        | 4     | 3     | 32    | 15    |
| Сошо              | 1948/49           | Д-1               | 26        | 9         | 1     | 0     | 27    | 9     |
| Сошо              | 1949/50           | Д-1               | 27        | 11        | 3     | 2     | 30    | 13    |
| Сошо              | 1950/51           | Д-1               | 26        | 9         | 2     | 0     | 28    | 9     |
| Сошо              | 1951/52           | Д-1               | 4         | 0         | 1     | 0     | 5     | 0     |
| Сошо              | Разом             | Разом             | 177       | 86        | 18    | 11    | 195   | 97    |
| Усього за «Сошо»  | Усього за «Сошо»  | Усього за «Сошо»  | 324       | 237       | 45    | 44    | 369   | 281   |
| Труа              | 1953/54           | Д-2               | 8         | 3         | 1     | 2     | 9     | 5     |
| Труа              | 1954/55           |                   | 0         | 0         | 0     | 0     | 0     | 0     |
| Труа              | 1955/56           | Д-1               | 3         | 1         | 0     | 0     | 3     | 1     |
| Труа              | 1956/57           | Д-2               | 3         | 0         | 0     | 0     | 3     | 0     |
| Труа              | 1957/58           | Д-2               | 1         | 0         | 0     | 0     | 1     | 0     |
| Труа              | Разом             | Разом             | 15        | 4         | 1     | 2     | 16    | 6     |
| Всього за кар'єру | Всього за кар'єру | Всього за кар'єру | 442       | 289       | 61    | 65    | 503   | 354   |

- Джерело: Roger Courtois (фр.). Pari-et-gagne.com. Процитовано 4 вересня 2015.

### Виступи за збірну
| Матчі Куртуа за збірну Франції | Матчі Куртуа за збірну Франції | Матчі Куртуа за збірну Франції | Матчі Куртуа за збірну Франції | Матчі Куртуа за збірну Франції | Матчі Куртуа за збірну Франції | Матчі Куртуа за збірну Франції |
| ------------------------------ | ------------------------------ | ------------------------------ | ------------------------------ | ------------------------------ | ------------------------------ | ------------------------------ |
| №                              | Дата                           | Суперник                       | Рахунок                        | Голи Куртуа                    | Турнір                         |                                |
| 1                              | 6 грудня 1933                  | Англія                         | 1:4                            | -                              | Товариський матч               |                                |
| 2                              | 16 грудня 1934                 | Югославія                      | 3:2                            | 1 (Франьо Гласер)              | Товариський матч               |                                |
| 3                              | 24 січня 1935                  | Іспанія                        | 0:2                            | -                              | Товариський матч               |                                |
| 4                              | 17 лютого 1935                 | Італія                         | 1:2                            | -                              | Товариський матч               |                                |
| 5                              | 14 квітня 1935                 | Бельгія                        | 1:1                            | 1 (Арнольд Баджу)              | Товариський матч               |                                |
| 6                              | 19 травня 1935                 | Угорщина                       | 2:0                            | 2 (Йожеф Палинкаш)             | Товариський матч               |                                |
| 7                              | 27 жовтня 1935                 | Швейцарія                      | 1:2                            | -                              | Товариський матч               |                                |
| 8                              | 10 листопада 1935              | Швеція                         | 2:0                            | 1 (Свен Бергквіст)             | Товариський матч               |                                |
| 9                              | 12 січня 1936                  | Нідерланди                     | 1:6                            | 1 (Лео Галле)                  | Товариський матч               |                                |
| 10                             | 9 лютого 1936                  | Чехословаччина                 | 0:3                            | -                              | Товариський матч               |                                |
| 11                             | 8 березня 1936                 | Бельгія                        | 3:0                            | 2 (Роберт Брат)                | Товариський матч               |                                |
| 12                             | 13 грудня 1936                 | Югославія                      | 1:0                            | -                              | Товариський матч               |                                |
| 13                             | 21 лютого 1937                 | Бельгія                        | 1:3                            | -                              | Товариський матч               |                                |
| 14                             | 23 травня 1937                 | Ірландія                       | 0:2                            | -                              | Товариський матч               |                                |
| 15                             | 10 жовтня 1937                 | Швейцарія                      | 2:1                            | -                              | Товариський матч               |                                |
| 16                             | 31 жовтня 1937                 | Нідерланди                     | 3:2                            | 1 (Лео Галле)                  | Товариський матч               |                                |
| 17                             | 5 грудня 1937                  | Італія                         | 0:0                            | -                              | Товариський матч               |                                |
| 18                             | 30 січня 1938                  | Бельгія                        | 5:3                            | 1 (Арнольд Баджу)              | Товариський матч               |                                |
| 19                             | 26 травня 1938                 | Англія                         | 2:4                            | -                              | Товариський матч               |                                |
| 20                             | 16 1939                        | Угорщина                       | 2:2                            | -                              | Товариський матч               |                                |
| 21                             | 28 січня 1940                  | Португалія                     | 3:2                            | -                              | Товариський матч               |                                |
| 22                             | 23 березня 1947                | Португалія                     | 1:0                            | -                              | Товариський матч               |                                |

Разом: 22 матчі, 10 голів; 10 перемог, 3 нічиїх, 9 поразок.

## Титули і досягнення

### Як гравця

#### Клубні
«Сошо»
- Чемпіон Франції (2): 1934/35, 1937/38
- Друге місце чемпіонату Франції: 1936/37
- Володар Кубку Франції: 1936/37

 «Лозанна»
- Чемпіон Швейцарії: 1943/44
- Володар Кубку Швейцарії: 1943/44

#### Особисті
- Найкращий бомбардир чемпіонату Франції (2): 1936 (34 голи), 1939 (27 голів)[7]
- Найкращий бомбардир в історії «Сошо»: 281 гол

### Тренерські
«Монако»
- Друге місце чемпіонату Франції: 1963/64